# Brian Joubert

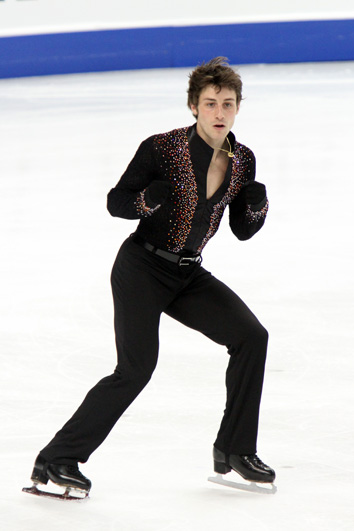
Brian Joubert

Brian Joubert, född 20 september 1984 i Poitiers, Frankrike, är en fransk konståkare. Han vann världsmästerskapen 2007. Han har tagit silvermedalj tre gånger på VM och vunnit de franska mästerskapen sex gånger. Han har tagit tre bronsmedaljer, två silvermedaljer och två guldmedaljer på EM. Han har deltagit i tre Olympiska spel.

## Biografi
Joubert föddes i Poitiers och började med konståkning vid fyra års ålder. Joubert tränade i 15 år för Veronique Guyon. När Guyon drog sig tillbaka kom Joubert att träna för Laurent Depouilly under 2003-2004 och hade Aleksej Jagudin som rådgivare. År 2005-2006 tränades han åter av Guyon, men sedan september 2006 har han tränat för Jean-Christoph Simond.

## Resultat
Brians personbästa är (korta+långa) 237.83 poäng som han fick i Cup of Russia 2006. Hans personbästa i korta är 80.75 som han fick i Grand Prix Final och i långa 160.13 i Cup of Russia 2006.

## Välgörenhet
Joubert är sponsor åt en fond för barn med Williams syndrom.